# Królowie Iraku

## Brytyjski Mandat Mezopotamii(1920-1932)

### Dynastia Haszymidów
| # | Imię     |          | Lata życia         | Lata życia            | Czas rządów      | Czas rządów         | Rodzice                              |
| # | Imię     | Urodzony | Zmarł              | Od                    | Do               |                     | Rodzice                              |
| - | -------- | -------- | ------------------ | --------------------- | ---------------- | ------------------- | ------------------------------------ |
| 1 | Fajsal I |          | 20 maja 1885 Mekka | 8 września 1933 Berno | 23 sierpnia 1921 | 3 października 1932 | Husajn Ibn Ali Abdiyah bint Abdullah |

## Królestwo Iraku(1932-1958)

### Dynastia Haszymidów
| # | Imię      |          | Lata życia          | Lata życia             | Czas rządów         | Czas rządów     | Rodzice                              |
| # | Imię      | Urodzony | Zmarł               | Od                     | Do                  |                 | Rodzice                              |
| - | --------- | -------- | ------------------- | ---------------------- | ------------------- | --------------- | ------------------------------------ |
| 1 | Fajsal I  |          | 20 maja 1885 Mekka  | 8 września 1933 Berno  | 3 października 1932 | 8 września 1933 | Husajn Ibn Ali Abdiyah bint Abdullah |
| 2 | Ghazi I   |          | 12 marca 1912 Mekka | 4 kwietnia 1939 Bagdad | 8 września 1933     | 4 kwietnia 1939 | Fajsal I Huzajma bint Nasir          |
| 3 | Fajsal II |          | 2 maja 1935 Bagdad  | 14 lipca 1958 Bagdad   | 4 kwietnia 1939     | 14 lipca 1958   | Ghazi I Alija bint Ali               |

od 1958 republika Iraku